# Elecciones municipales de Chile de 2012
Las elecciones municipales de Chile de 2012 se realizaron el 28 de octubre de 2012 para elegir a los responsables de la administración local, es decir, de las comunas. Chile está dividido en 346 comunas, cada una administrada por una municipalidad; las municipalidades están encabezadas por un alcalde y un concejo municipal, formado por cierta cantidad de concejales (dependiendo de la cantidad de electores en la comuna, pueden ser 6, 8 o 10). Los alcaldes y concejales duran cuatro años en su labor y pueden ser reelectos indefinidamente.
En estas elecciones debutó la inscripción automática y el voto voluntario (anteriormente la inscripción en el registro electoral era voluntaria pero, una vez inscrito, el ciudadano tenía la obligación de emitir su voto, siendo castigada la abstención injustificada con una multa), además de los locales y las mesas de votación mixtas. También se eliminó el proceso de entintado del dedo pulgar derecho, que se utilizaba como señal de que un votante ya participó del proceso y así evitar que votara más de una vez.

## Antecedentes
Al igual que la anterior elección municipal, esta constituye una plataforma importante frente a las próximas elecciones presidenciales y parlamentarias de 2013. Además, será la primera elección posterior a la llamada "Era Concertacionista" luego de que Sebastián Piñera (RN) derrotara a Eduardo Frei (DC) en las presidenciales de los años 2009-2010.
En los sufragios realizados en octubre de 2008, el actual conglomerado oficialista, la conservadora Coalición por el Cambio (en aquel entonces Alianza por Chile, más ChilePrimero y otros grupos de centroderecha que se unieron para las presidenciales y parlamentarias) obtuvo 145 municipalidades (58 de la UDI, 55 de RN, 31 independientes y sólo uno de CH1), quedando en segundo lugar frente a la Concertación de Partidos por la Democracia, conglomerado de centroizquierda y en aquel entonces oficialista (ahora la principal fuerza opositora al gobierno de Piñera), los que obtuvieron 147 alcaldes electos (59 de la DC, 30 del PS, 35 del PPD, 10 del PRSD y 13 independientes), a quienes se suman los 4 alcaldes electos obtenidos por el PCCh debido al "pacto por omisión" realizado entre la Concertación y los comunistas a lo largo del país.
Sin embargo, el mapa político para estas elecciones es completamente distinto, principalmente en la oposición. Debido al gran golpe que produjo la llegada de Sebastián Piñera a la presidencia, luego de 20 años de gobiernos de la Concertación, aún existe incertidumbre respecto de los partidos que acompañarán a aquel pacto político, especialmente respecto de la posible integración de los partidos "marginados" del conglomerado, como el PRO de Marco Enríquez-Ominami (exmilitante del PS, pero retirado para realizar como independiente su candidatura presidencial), el MAS de Alejandro Navarro, o partidos de la izquierda menos moderada como el pacto de izquierda Juntos Podemos Más (conformado por el PCCh y la Izquierda Cristiana). En ese sentido, el único partido que oficialmente ha dado una clara postura al respecto ha sido el Partido Radical Socialdemócrata (PRSD) quienes "dan por superada a la Concertación" y llaman a crear un nuevo "referente político de la centroizquierda chilena". Sin embargo, y como siempre, la discusión se traslada al Partido Demócrata Cristiano (DC), en donde existen miembros que se oponen a incluir partidos como el Comunista. Mientras se aclara esta situación, algunos partidos del conglomerado (principalmente la DC), para dilucidar quienes serán sus posibles candidatos ha realizado una serie de "primarias alcaldicias" en aquellas comunas donde existe más de un "precandidato" por partido. Las primarias de la DC se realizaron el 15 de enero en las comunas que presentaran más de un "precandidato" al interior del partido, tanto en alcaldes como concejales.
Por su parte, del otro lado (Juntos Podemos Más y los partidos independientes de izquierda) también hay incertidumbre respecto a aceptar una posible "unión" entre la Concertación y los partidos independientes. Mientras el Partido Humanista descartó de plano cualquier pacto por omisión, el Partido Progresista ha insistido en su separación casi definitiva del exconglomerado oficialista, recalcando que sólo pactarán con la Concertación si se establecen garantías en beneficio para ambas partes. Esta diferencia, entre otras, llevó al quiebre del acuerdo que ambos partidos habían alcanzado durante la elección parlamentaria anterior, cuando llevaron una lista única de candidatos al Congreso. El Partido Comunista, por su parte, discutió repetir el "pacto por omisión" en las elecciones alcaldicias en un congreso nacional del partido llevado a cabo en diciembre de 2011, y donde finalmente se acordó nuevamente llevar un candidato por comuna entre la Concertación y el PCCh, dando el pase a uno u otro dependiendo de la negociación que se lleve a cabo durante el transcurso de 2012.

### Aumento de concejales
Un cambio importante en esta elección es el aumento de la cantidad de concejales a elegir en algunas comunas como consecuencia directa de la inscripción automática, ya que se calcula la cantidad de concejales sobre la base de los habitantes inscritos en los registros electorales. Las comunas que tengan una cantidad menor de 70 mil inscritos tienen 6 concejales, las que posean entre 70 mil y 150 mil inscritos eligen 8 concejales, y las que tengan más de 150 mil inscritos elegirán 10 concejales. Un caso que ejemplifica esto es que la comuna de Valparaíso hasta 2012 elegía 10 concejales y la de Puente Alto 8; sin embargo Puente Alto es mucho más poblada que Valparaíso y con la inscripción automática se triplicó la cantidad de votantes registrados por lo que se supera ampliamente la cantidad de 150 mil inscritos requeridos para elegir 10 miembros del concejo municipal.
| Situación por comuna | 2008 | 2012 |
| -------------------- | ---- | ---- |
| Eligen 10 concejales | 4    | 17   |
| Eligen 8 concejales  | 29   | 43   |
| Eligen 6 concejales  | 312  | 285  |
| Total de comunas     | 345  | 345  |
| Total de concejales  | 2144 | 2224 |

A las 4 comunas que eligieron 10 concejales en 2008 (Viña del Mar, La Florida, Valparaíso y Maipú) se les sumarán Puente Alto, Arica, Antofagasta, Las Condes, Temuco, San Bernardo, Santiago, Ñuñoa, Rancagua, Talca, Peñalolén, Puerto Montt y Concepción.
Las comunas que eligen 8 concejales son: Calama, Cerro Navia, Chillán, Conchalí, Copiapó, Coquimbo, Coronel, Curicó, El Bosque, Estación Central, Hualpén, Independencia, Iquique, La Cisterna, La Granja, La Pintana, La Reina, La Serena, Linares, Lo Espejo, Lo Prado, Los Ángeles, Macul, Melipilla, Osorno, Ovalle, Pedro Aguirre Cerda, Providencia, Pudahuel, Punta Arenas, Quilicura, Quilpué, Quinta Normal, Recoleta, Renca, San Antonio, San Joaquín, San Miguel, San Ramón, Talcahuano, Valdivia, Villa Alemana y Vitacura.

### Primarias alcaldicias

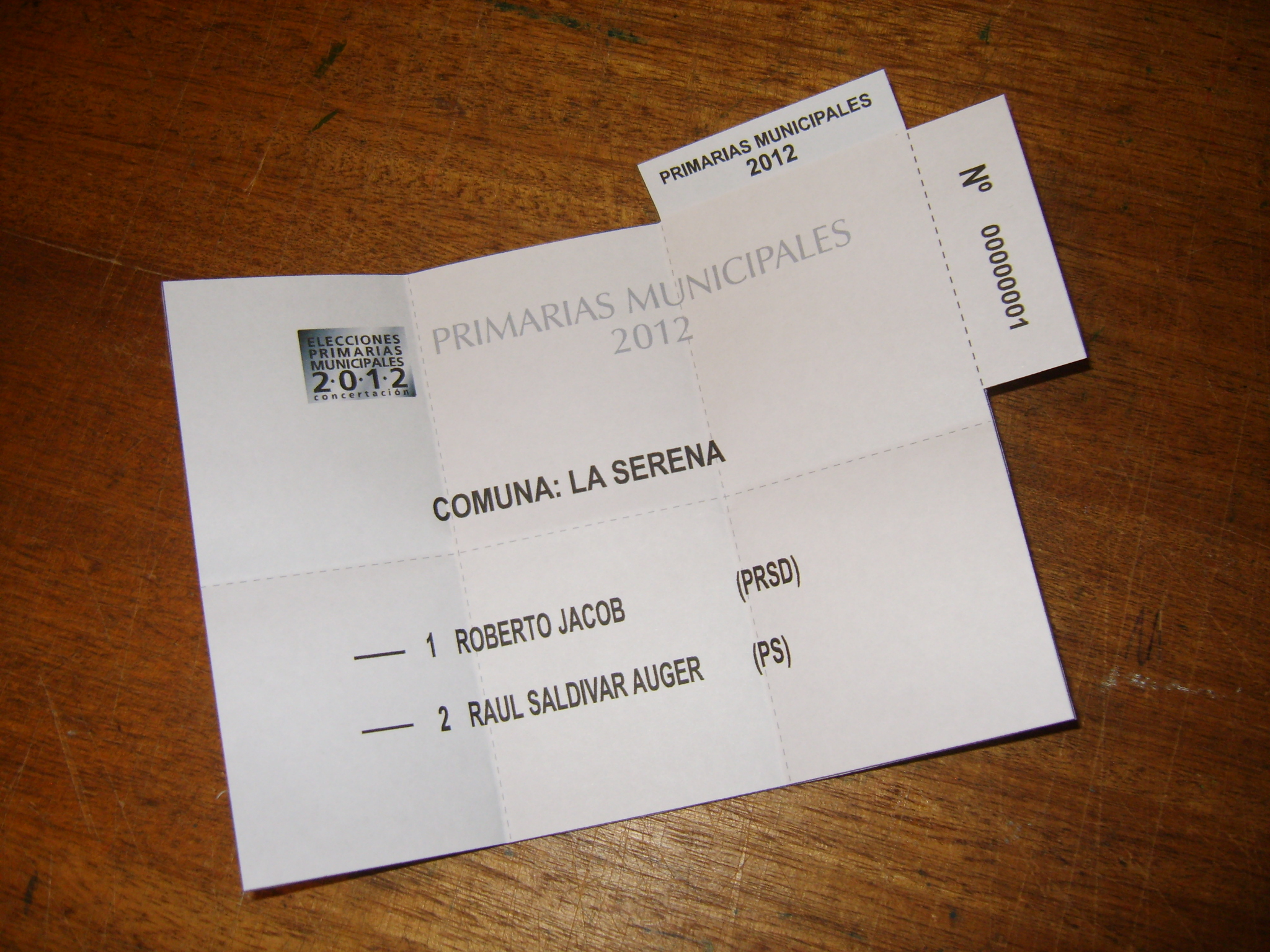
Voto usado en las primarias de la Concertación en La Serena.

En los 23 años de democracia, por primera vez se realizaron "primarias alcaldicias" para elegir un candidato único por conglomerado para el cargo edilicio. La Concertación ha sido el conglomerado de partidos que ha desarrollado esta forma para así, además de unir fuerzas, evitar futuros conflictos que los lleven a repetir los errores cometidos en las anteriores elecciones. Además de los candidatos que estaban inscritos en algún partido de la Concertación, se permitió que candidatos independientes de centroizquierda e izquierda participaran de las primarias y así pudieran obtener el apoyo del conglomerado.
Estas primarias contemplaron dos etapas: primarias internas por partido (con fechas variables de acuerdo a cada partido) y primarias generales (realizadas el 1 de abril); todas se realizaron en aquellas comunas donde existía más de un postulante dentro del partido o del conglomerado dependiendo del caso. Se especuló sobre una posible "alianza" con aquellos sectores progresistas fuera de la Concertación, incluidos aquellos partidos que recibieron o que fueron creados por exconcertacionistas, cosa que no fructificó. En la comuna de Providencia, comuna emblemática para las elecciones, las primarias alcaldicias de sectores independientes y afines a la Concertación se realizaron el 13 de mayo.

## Listado de candidaturas
En la siguiente tabla figuran los candidatos a las alcaldías de los municipios de las comunas más importantes en términos de habitantes. Para ver el detalle por cada comuna, véase los artículos de las elecciones por región que están incluidos en el siguiente anexo.
| Municipio y alcalde en el anterior mandato | Municipio y alcalde en el anterior mandato                                                                                            | Candidatos |
| ------------------------------------------ | --- | --- |
|                                            | Santiago Pablo Zalaquett Unión Demócrata Independiente                                                                                | - Iván Carrasco (PI) - Waldo Mora (PRI) - Carolina Tohá (PPD) - Mario Aguilar (PH) - Pablo Zalaquett (UDI) |
|                                            | Valparaíso Jorge Castro Unión Demócrata Independiente                                                                                 | - Francisco Marín (PI) - Yuri Zúñiga (Independiente apoyado por Regionalistas e Independientes) - Hernán Pinto (PDC) - Carlos Johnson (PH) - Jorge Castro (UDI) - Jorge Bustos (Independiente) |
|                                            | Concepción Patricio Kuhn Unión Demócrata Independiente (suplente tras el nombramiento de Jacqueline van Rysselberghe como intendenta) | - Raúl Romero (Independiente apoyado por Regionalistas e Independientes) - Álvaro Ortiz (PDC) - Francisco Córdova (PH) - Emilio Armstrong (UDI) |
|                                            | Puente Alto Manuel José Ossandón Renovación Nacional                                                                                  | - Rainier Ríos (PI) - Roberto Ávila (Independiente apoyado por El Cambio por Ti) - María Soledad Barría (PS) - Patricio Mery (Independiente apoyado por Más Humanos) - Germán Codina (RN) |
|                                            | Maipú Alberto Undurraga Partido Demócrata Cristiano                                                                                   | - Pedro Albornoz (PRI) - Christian Vittori (PDC) - Claudia Mix (MAS) - Joaquín Lavín León (RN) |
|                                            | Antofagasta Marcela Hernando Independiente pro-Concertación                                                                           | - Eslayne Portilla (Independiente apoyado por Chile Está en Otra) - Marcela Hernando (Independiente apoyada por Concertación Democrática) - Guillermo Acuña (Independiente apoyado por Más Humanos) - Robert Araya (Independiente apoyado por Coalición) - Karen Rojo (Independiente) - Carlos López (Independiente) |
|                                            | Viña del Mar Virginia Reginato Unión Demócrata Independiente                                                                          | - René Lues (PDC) - Virginia Reginato (UDI) |
|                                            | La Florida Rodolfo Carter Unión Demócrata Independiente (suplente tras la dimisión de Jorge Gajardo)                                  | - Patricio Guzmán (PI) - Iván Mlynarz (PRO) - Gonzalo Duarte (DC) - Rodolfo Carter (UDI) |
|                                            | La Serena Raúl Saldívar Partido Socialista                                                                                            | - Roberto Jacob (PRSD) - Marcelo Castagneto (RN) - Luciano Esquivel (Independiente) - Pedro Bello (Independiente) |
|                                            | San Bernardo Nora Cuevas Unión Demócrata Independiente                                                                                | - Roxana Miranda (PI) - Nicolás Henríquez (PRO) - Leonardo Soto (PS) - Juan Villavicencio (PH) - Nora Cuevas (UDI) |
|                                            | Talca Juan Castro Prieto Unión Demócrata Independiente                                                                                | - Juan Carlos Marchant (PRI) - Lorena Tapia (PRO) - Alexis Sepúlveda (PRSD) - Iván Sepúlveda (PH) - Juan Castro Prieto (UDI) |
|                                            | Temuco Miguel Becker Renovación Nacional                                                                                              | - Francisco Huenchumilla (PDC) - Elena Varela (Independiente apoyada por Más Humanos) - Miguel Becker (RN) - Genoveva Sepúlveda (Independiente) |
|                                            | Iquique Myrta Dubost Renovación Nacional                                                                                              | - Haroldo Quinteros (PI) - Cristián Jamett (PRO) - Francisco Prieto (PPD) - Myrta Dubost (RN) - Jorge Soria Quiroga (FDN) - Daniel Sola (Independiente) |
|                                            | Rancagua Eduardo Soto Romero Unión Demócrata Independiente                                                                            | - Carlos Arellano Baeza (PDC) - Ricardo Lisboa (PH) - Eduardo Soto Romero (UDI) - David Llancao Silva (Independiente) |
|                                            | Coquimbo Juan Alcayaga del Canto Partido Radical Socialdemócrata (suplente tras la muerte de Oscar Pereira)                           | - Alfonso Ossandón (PI) - Carlos Oros (PRO) - Cristian Galleguillos (PDC) - Viviana Chirino (PH) - José Sulantay (UDI) - Moira Navea (Independiente) - María Leyton (Independiente) |
|                                            | Arica Osvaldo Abdala Partido por la Democracia (suplente tras la destitución de Waldo Sankán)                                         | - Eva Chang (PI) - Gabriel Álamo (PRI) - Salvador Urrutia (PRO) - Luis Rocafull (PS) - Ximena Valcarce (RN) - Iván Paredes (Independiente apoyado por El Desarrollo del Norte) - Sergio Stancic (Independiente) - Antonella Muñoz (Independiente)                                                                    |

## Listas y partidos
El lunes 30 de julio finalizó el plazo para la declaración de candidaturas a alcaldes y concejales, sorteándose tres días más tarde el orden de aparición en la papeleta de voto, el cual es el siguiente:
| Pacto                             | Partidos |
| --------------------------------- | --- |
| A. Igualdad para Chile            | Partido Igualdad Independientes Lista A                                                                                    |
| B. Regionalistas e Independientes | Partido Regionalista de los Independientes Independientes Lista B                                                          |
| C. El Cambio por Ti               | Partido Ecologista Verde Partido Ecologista Verde del Norte Partido Progresista Independientes Lista C                     |
| D. Chile está en Otra             | ChilePrimero Independientes Lista D                                                                                        |
| E. Por un Chile justo             | Partido Comunista Izquierda Cristiana (1) Partido por la Democracia Partido Radical Socialdemócrata Independientes Lista E |
| F. Concertación Democrática       | Partido Demócrata Cristiano Partido Socialista Independientes Lista F                                                      |
| G. Mas Humanos                    | Movimiento Amplio Social Partido Humanista Independientes Lista G                                                          |
| H. Coalición                      | Renovación Nacional Unión Demócrata Independiente Independientes Lista H                                                   |
| I. Por el Desarrollo del Norte    | Fuerza del Norte Independientes Lista I                                                                                    |
| Independientes fuera de pacto     | Candidaturas independientes                                                                                                |

(1) El Partido Izquierda Cristiana de Chile se fusionó ese año con otros movimientos políticos para fundar el partido Izquierda Ciudadana, sin embargo, el nuevo partido no había sido oficializado ante el Servicio Electoral, apareciendo entonces con el nombre del antiguo partido cristiano.

## Votación

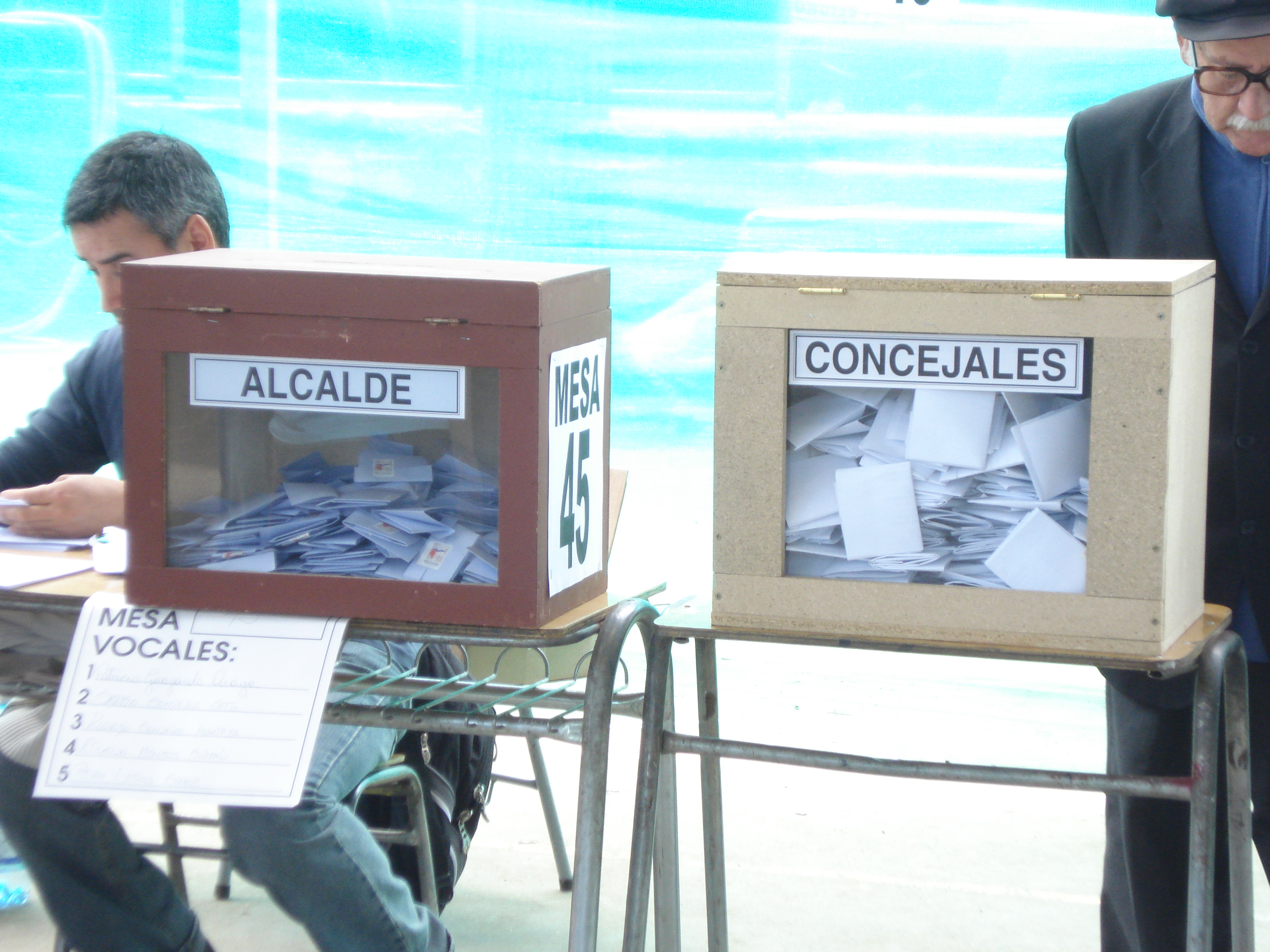
Urnas de votos para alcalde y concejales.

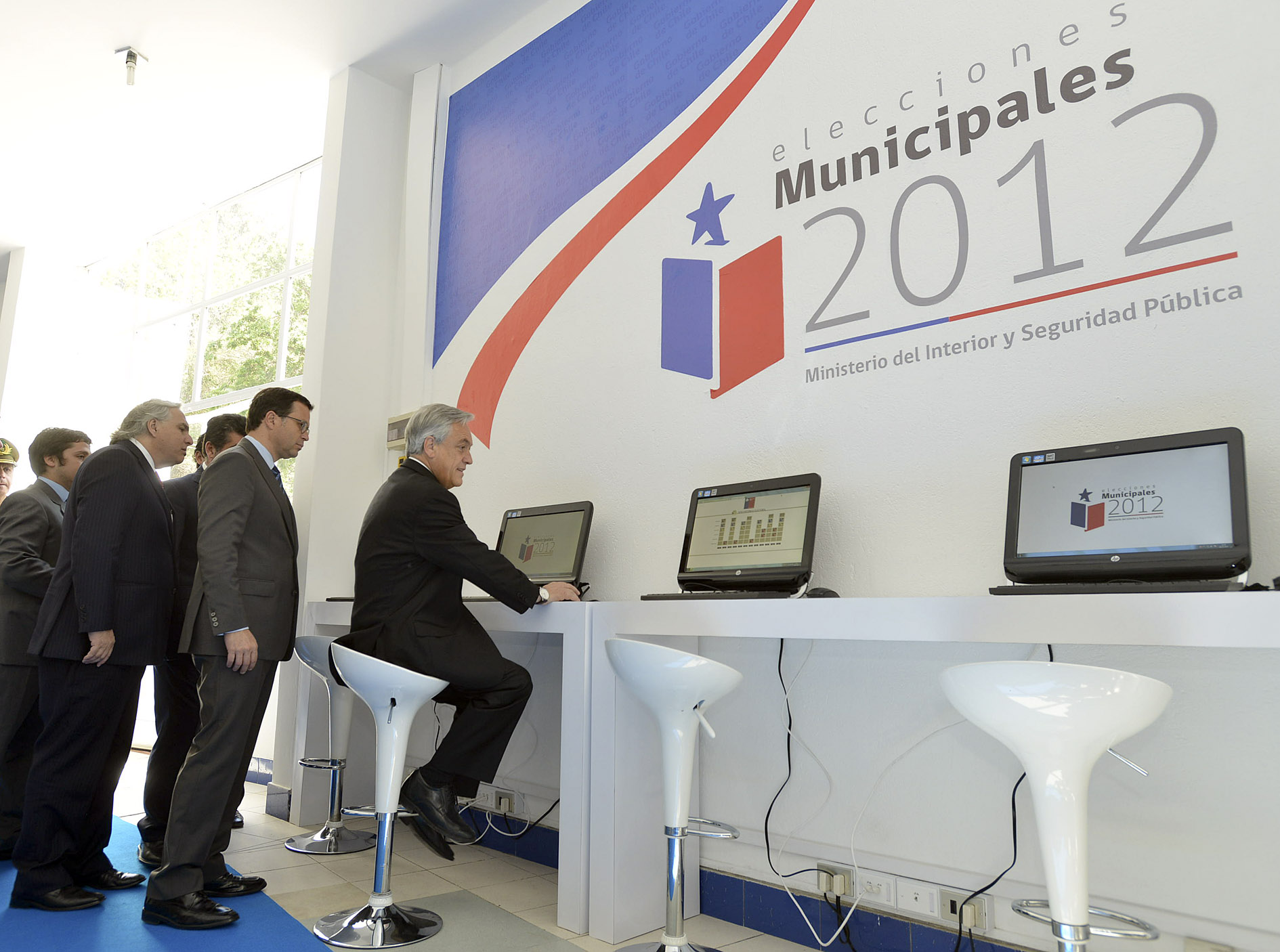
Centro de Prensa de las elecciones en el Teatro La Cúpula, en Santiago.

Según la Constitución chilena, pueden ejercer el derecho a sufragio los ciudadanos, o sea, quienes han cumplido 18 años de edad y no han sido condenados a una pena superior a 3 años de presidio (pena aflictiva). Por primera vez en la historia de Chile, el voto fue voluntario para todos los ciudadanos, quienes quedaron inscritos de manera automática luego de la promulgación de la Ley N.º 20 568. Entre otras modificaciones al sistema electoral se contempló: la eliminación de las mesas separadas por sexo, pasando todas a ser mixtas; la eliminación del entintado del dedo; y el cambio de horario para la constitución de mesas, debiendo todas ser abiertas a las 8:00 y cerradas a las 18:00. El derecho a votar queda suspendido por interdicción en caso de demencia, por hallarse acusada por delito que merezca pena aflictiva o por delito por terrorismo y por sanción del Tribunal Constitucional (en conformidad al artículo 19 número 15 inciso 7.º de la Constitución). A partir de esta elección, los únicos ciudadanos que deben presentar excusas son los vocales que por algún motivo no puedan desempeñar dicha función (como por ejemplo, por razones de salud o por ubicarse a más de 200 kilómetros de distancia del local de votación), hecho del que puede dejarse constancia en la unidad de Carabineros de Chile más cercana. También pueden votar los extranjeros con más de 5 años de residencia en Chile.
Cada mesa receptora de sufragios está compuesta por hasta cinco integrantes seleccionados al azar entre los ciudadanos inscritos en ella. En caso de no asistir o no asumir como vocal de mesa, los electores pueden ser condenados al pago de multas y si faltan integrantes para constituir la mesa, el presidente de esta puede seleccionar a algunos de los asistentes (incluso de otras mesas) para que tomen dicho lugar; en caso de rehusarse, pueden incluso ser detenidos.
La votación consta de dos papeletas: una para la elección de alcaldes (de color celeste) y otra de concejales (de color blanco). Cada votante recibirá ambas luego de verificar sus datos por parte de los encargados de la mesa. Para realizar un voto válido se debe marcar únicamente una de las opciones presentadas, trazando una línea vertical sobre la línea horizontal junto al nombre de cada candidato. Posteriormente, se procede a doblar los votos siguiendo las guías realizadas en este, para luego sellarlo con una estampilla y colocarlo en la urna.
Para las personas con discapacidades visuales, físicas o auditivas en estas elecciones se aplica la ley N.º 20 183, que contempla el sistema de voto asistido. De esta forma se garantiza que las personas discapacitadas pueden ser acompañadas durante todo el proceso eleccionario (incluso en la cámara secreta) por algún mayor de edad de su confianza, sin importar el sexo, sin embargo, el acto debe ser constatado por el secretario de la mesa, registrando además la cédula de identidad del sufragante y su asistente.
Esta elección fue la última en la que la recolección y entrega de datos estaba a cargo del Ministerio del Interior, pues a partir de 2013 dicha tarea está en manos del Servicio Electoral. El centro de cómputos del Ministerio del Interior estuvo ubicado en el Teatro La Cúpula del Parque O'Higgins.
Según el SERVEL, el número de mesas y votantes inscritos en cada una de las quince regiones en que se divide Chile es el siguiente:
| Región             | Mesas  | Votantes  | Votantes  | Votantes   |
| Región             | Mesas  | Hombres   | Mujeres   | Total      |
| ------------------ | ------ | --------- | --------- | ---------- |
| Arica y Parinacota | 553    | 86 777    | 83 744    | 170 521    |
| Tarapacá           | 665    | 110 862   | 105 991   | 216 853    |
| Antofagasta        | 1239   | 207 865   | 204 518   | 412 383    |
| Atacama            | 665    | 110 406   | 108 717   | 219 123    |
| Coquimbo           | 1592   | 257 793   | 270 799   | 528 592    |
| Valparaíso         | 4413   | 703 110   | 752 801   | 1 455 911  |
| Metropolitana      | 15 813 | 2 508 422 | 2 743 434 | 5 251 856  |
| O'Higgins          | 2100   | 341 873   | 348 904   | 690 777    |
| Maule              | 2432   | 393 346   | 407 300   | 800 646    |
| Biobío             | 5038   | 789 249   | 837 039   | 1 626 288  |
| La Araucanía       | 2477   | 396 403   | 409 163   | 805 566    |
| Los Ríos           | 987    | 158 554   | 162 596   | 321 150    |
| Los Lagos          | 2065   | 327 881   | 333 800   | 661 681    |
| Aysén              | 296    | 47 425    | 42 583    | 90 008     |
| Magallanes         | 483    | 81 474    | 71 225    | 152 729    |
| Total              | 40 818 | 6 521 440 | 6 882 644 | 13 404 084 |

## Resultados

### Elección dealcaldes

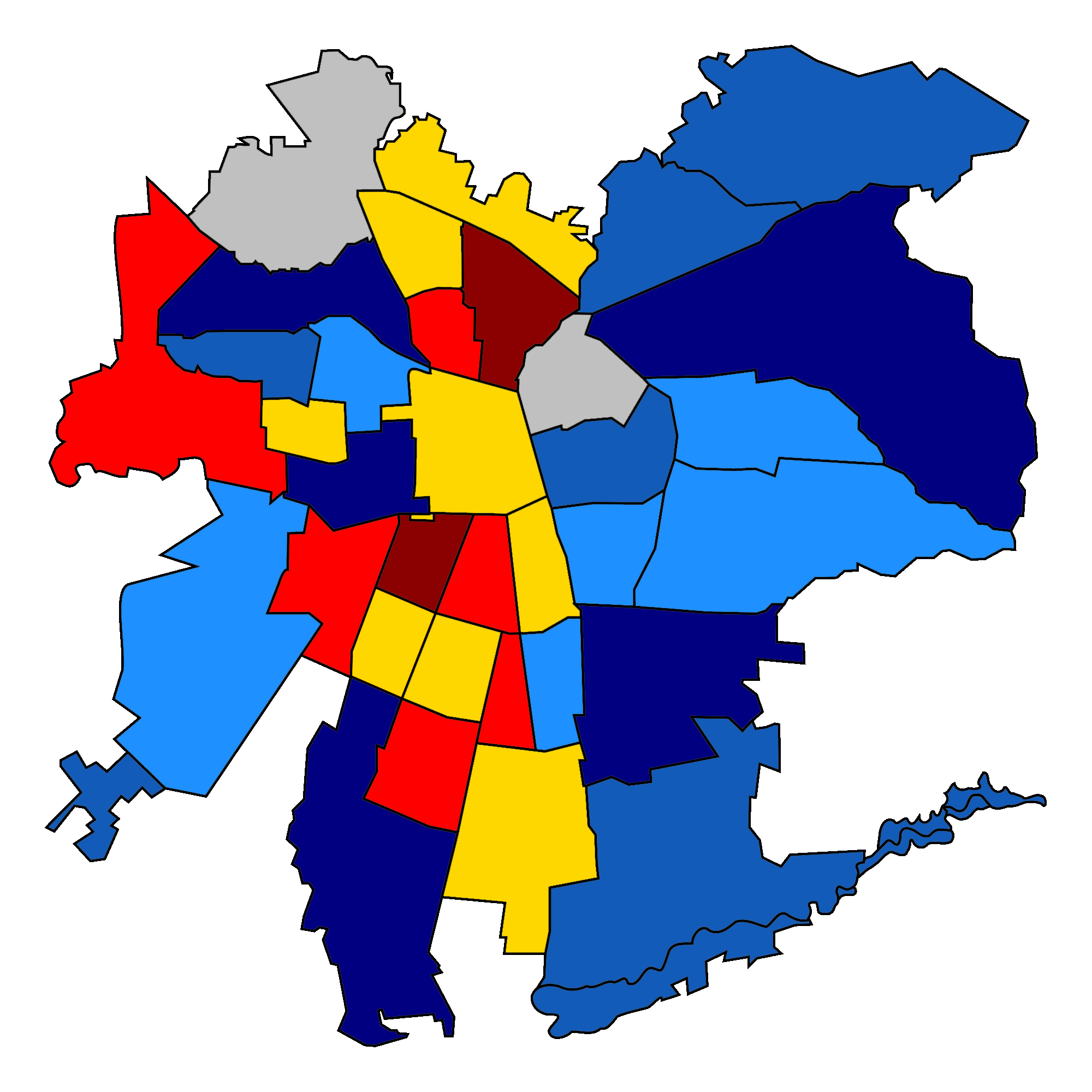
Mapa de Santiago de Chile con la distribución de alcaldes electos en la elección municipal de 2012.
PCCh
PS
PPD
PDC
Independientes
RN
UDI

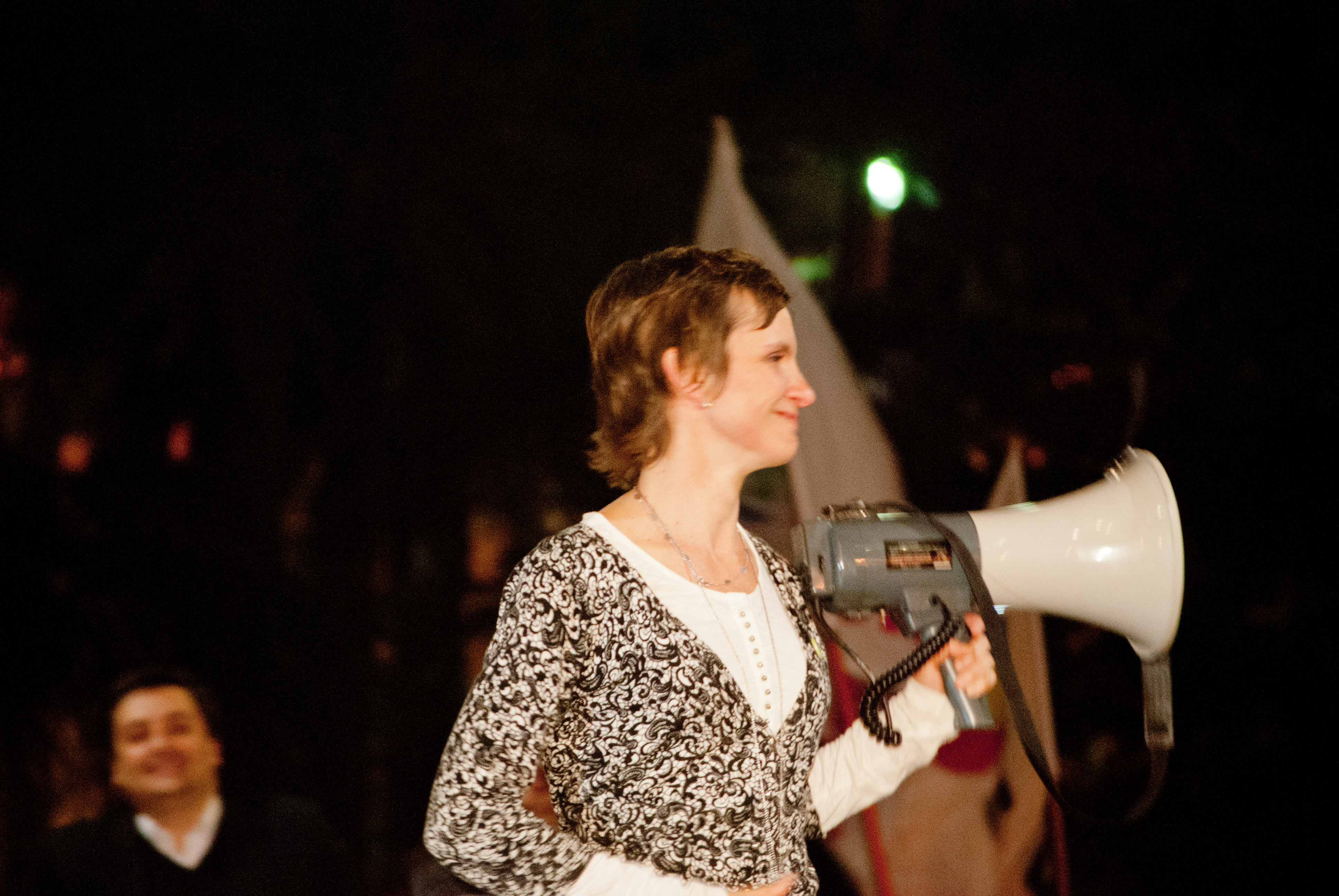
Celebración de Carolina Tohá, alcaldesa electa de Santiago, en la Plaza de Armas de la comuna.

| Lista                           | Pacto o partido                            | Sigla                       | Votos     | %?      | Cand.? | Alc.?   | %?      | ± %?        | ± A.?       |
| ------------------------------- | ------------------------------------------ | --------------------------- | --------- | ------- | ------ | ------- | ------- | ----------- | ----------- |
| A                               | Igualdad para Chile                        |                             | 38 575    | 0,70 %  | 23     | 0       | 0,00 %  |             |             |
|                                 | Partido Igualdad                           | PI                          | 19 805    | 0,36 %  | 12     | 0       | 0,00 %  |             |             |
| Independientes Lista A          | ILA                                        | 18 770                      | 0,34 %    | 11      | 0      | 0,00 %  |         |             |             |
| B                               | Regionalistas e Independientes             |                             | 133 796   | 2,41 %  | 67     | 5       | 1,45 %  |             |             |
|                                 | Partido Regionalista de los Independientes | PRI                         | 42 854    | 0,77 %  | 28     | 2       | 0,58 %  | -0,10 %     | Sin cambios |
| Independientes Lista B          | ILB                                        | 90 942                      | 1,64 %    | 39      | 3      | 0,87 %  |         |             |             |
| C                               | El Cambio por Ti                           |                             | 164 258   | 2,96 %  | 77     | 7       | 2,03 %  |             |             |
|                                 | Partido Progresista                        | PRO                         | 88 800    | 1,60 %  | 44     | 3       | 0,87 %  |             |             |
| Partido Ecologista Verde        | PEV                                        | 146                         | 0,00 %    | 1       | 0      | 0,00 %  |         | Sin cambios |             |
| Independientes Lista C          | ILC                                        | 75 312                      | 1,36 %    | 32      | 4      | 1,16 %  |         |             |             |
| D                               | Chile está en Otra                         |                             | 9974      | 0,18 %  | 5      | 0       | 0,00 %  |             |             |
|                                 | ChilePrimero                               | CH1                         | 123       | 0,00 %  | 1      | 0       | 0,00 %  |             |             |
| Independientes Lista D          | ILD                                        | 9851                        | 0,18 %    | 4       | 0      | 0,00 %  |         |             |             |
| E                               | Por un Chile justo                         |                             | 749 928   | 13,53 % | 112    | 61      | 17,68 % | 3,87 %      | +15         |
|                                 | Partido Comunista                          | PCCh                        | 74 997    | 1,35 %  | 7      | 4       | 1,16 %  | -1,12 %     | Sin cambios |
| Partido por la Democracia       | PPD                                        | 362 649                     | 6,54 %    | 61      | 37     | 10,72 % | -0,42 % | +2          |             |
| Partido Radical Socialdemócrata | PRSD                                       | 182 592                     | 3,29 %    | 27      | 13     | 3,77 %  | 0,90 %  | +3          |             |
| Independientes Lista E          | ILE                                        | 129 690                     | 2,34 %    | 17      | 7      | 2,03 %  | 2,02 %  | +6          |             |
| F                               | Concertación Democrática                   |                             | 1 631 908 | 29,44 % | 225    | 106     | 30,72 % | 0,73 %      | +5          |
|                                 | Partido Demócrata Cristiano                | PDC                         | 915 035   | 16,51 % | 120    | 56      | 16,23 % | -1,47 %     | -3          |
| Partido Socialista              | PS                                         | 547 313                     | 9,87 %    | 70      | 30     | 8,70 %  | 0,53 %  | Sin cambios |             |
| Independientes Lista F          | ILF                                        | 169 560                     | 3,06 %    | 35      | 20     | 5,80 %  | 1,67 %  | +8          |             |
| G                               | Mas Humanos                                |                             | 90 452    | 1,63 %  | 54     | 3       | 0,87 %  |             |             |
|                                 | Movimiento Amplio Social                   | MAS                         | 31 562    | 0,57 %  | 8      | 1       | 0,29 %  |             |             |
| Partido Humanista               | PH                                         | 34 661                      | 0,63 %    | 25      | 1      | 0,29 %  | -0,71 % | Sin cambios |             |
| Independientes Lista G          | ILG                                        | 24 229                      | 0,43 %    | 21      | 1      | 0,29 %  |         |             |             |
| H                               | Coalición                                  |                             | 2 079 073 | 37,51 % | 333    | 121     | 35,07 % | -3,13 %     | -23         |
|                                 | Renovación Nacional                        | RN                          | 655 367   | 11,82 % | 118    | 41      | 11,88 % | -1,40 %     | -14         |
| Unión Demócrata Independiente   | UDI                                        | 997 036                     | 17,99 %   | 131     | 47     | 13,62 % | -2,06 % | -11         |             |
| Independientes Lista H          | ILH                                        | 426 670                     | 7,69 %    | 84      | 33     | 9,57 %  | 0,33 %  | +2          |             |
| I                               | Por el Desarrollo del Norte                |                             | 35 791    | 0,65 %  | 2      | 1       | 0,29 %  | 0,25 %      | Sin cambios |
|                                 | Independientes Lista I                     | ILI                         | 35 791    | 0,65%   | 2      | 1       | 0,29 %  | 0,27 %      | Sin cambios |
| Z                               | Independientes fuera de pacto              | Ind                         | 608 613   | 10,98 % | 261    | 41      | 11,88 % | 0,80 %      | +3          |
| Total de votos válidos          | Total de votos válidos                     | Total de votos válidos      | 5 542 368 | 95,71 % |        |         |         |             |             |
| Votos nulos                     | Votos nulos                                | Votos nulos                 | 156 863   | 2,71 %  |        |         |         |             |             |
| Votos en blanco                 | Votos en blanco                            | Votos en blanco             | 91 675    | 1,58 %  |        |         |         |             |             |
| Total de sufragios emitidos     | Total de sufragios emitidos                | Total de sufragios emitidos | 5 790 906 | 100 %   |        |         |         |             |             |

### Elección deconcejales
| Lista                              | Pacto o partido                            | Sigla                       | Votos     | %?      | Cand.? | Conc.?  | %?      | ± %?        | ± C.? |
| ---------------------------------- | ------------------------------------------ | --------------------------- | --------- | ------- | ------ | ------- | ------- | ----------- | ----- |
| A                                  | Igualdad para Chile                        |                             | 47 828    | 0,89 %  | 135    | 1       | 0,04 %  |             |       |
|                                    | Partido Igualdad                           | PI                          | 24 657    | 0,46 %  | 62     | 1       | 0,04 %  |             |       |
| Independientes Lista A             | ILA                                        | 23 171                      | 0,43 %    | 73      | 0      | 0,00 %  |         |             |       |
| B                                  | Regionalistas e Independientes             |                             | 405 821   | 7,61 %  | 1514   | 135     | 6,07 %  |             |       |
|                                    | Partido Regionalista de los Independientes | PRI                         | 234 621   | 4,40 %  | 794    | 95      | 4,27 %  |             | +31   |
| Independientes Lista B             | ILB                                        | 171 200                     | 3,21 %    | 720     | 40     | 1,80 %  |         |             |       |
| C                                  | El Cambio por Ti                           |                             | 241 514   | 4,52 %  | 960    | 45      | 2,02 %  |             |       |
|                                    | Partido Progresista                        | PRO                         | 123 372   | 2,31 %  | 397    | 25      | 1,12 %  |             |       |
| Partido Ecologista Verde           | PEV                                        | 1647                        | 0,03 %    | 7       | 0      | 0,00 %  |         |             |       |
| Partido Ecologista Verde del Norte | PEVN                                       | 1969                        | 0,04 %    | 7       | 0      | 0,00 %  |         | Sin cambios |       |
| Independientes Lista C             | ILC                                        | 114 526                     | 2,14 %    | 549     | 20     | 0,90 %  |         |             |       |
| D                                  | Chile está en Otra                         |                             | 8196      | 0,15 %  | 37     | 0       | 0,00 %  |             |       |
|                                    | ChilePrimero                               | CH1                         | 1478      | 0,03 %  | 5      | 0       | 0,00 %  |             |       |
| Independientes Lista D             | ILD                                        | 6718                        | 0,12 %    | 32      | 0      | 0,00 %  |         |             |       |
| E                                  | Por un Chile justo                         |                             | 1 175 542 | 22,02 % | 2085   | 508     | 22,84 % |             |       |
|                                    | Partido Comunista                          | PCCh                        | 286 009   | 5,36 %  | 424    | 92      | 4,13 %  |             | +46   |
| Izquierda Cristiana                | IC                                         | 593                         | 0,01 %    | 1       | 0      | 0,00 %  |         | Sin cambios |       |
| Partido por la Democracia          | PPD                                        | 409 906                     | 7,68 %    | 499     | 201    | 9,04 %  |         | +6          |       |
| Partido Radical Socialdemócrata    | PRSD                                       | 217 148                     | 4,07 %    | 472     | 90     | 4,04 %  |         | -13         |       |
| Independientes Lista E             | ILE                                        | 261 886                     | 4,90 %    | 689     | 125    | 5,62 %  |         |             |       |
| F                                  | Concertación Democrática                   |                             | 1 458 317 | 27,32 % | 2126   | 660     | 29,67 % |             |       |
|                                    | Partido Demócrata Cristiano                | PDC                         | 694 369   | 13,00 % | 853    | 323     | 14,52 % |             | -20   |
| Partido Socialista                 | PS                                         | 556 702                     | 10,43 %   | 743     | 219    | 9,84 %  |         | -31         |       |
| Independientes Lista F             | ILF                                        | 207 246                     | 3,88 %    | 530     | 118    | 5,30 %  |         |             |       |
| G                                  | Mas Humanos                                |                             | 165 636   | 3,10 %  | 671    | 32      | 1,44 %  |             |       |
|                                    | Movimiento Amplio Social                   | MAS                         | 36 307    | 0,68 %  | 99     | 7       | 0,31 %  |             |       |
| Partido Humanista                  | PH                                         | 64 780                      | 1,21 %    | 259     | 14     | 0,63 %  |         | +1          |       |
| Independientes Lista G             | ILG                                        | 64 549                      | 1,21 %    | 313     | 11     | 0,50 %  |         |             |       |
| H                                  | Coalición                                  |                             | 1 755 153 | 32,88 % | 2209   | 832     | 37,41 % |             | -29   |
|                                    | Renovación Nacional                        | RN                          | 701 078   | 13,13 % | 818    | 321     | 14,43 % |             | -67   |
| Unión Demócrata Independiente      | UDI                                        | 733 855                     | 13,75 %   | 811     | 352    | 15,83 % |         | +1          |       |
| Independientes Lista H             | ILH                                        | 320 220                     | 6,00 %    | 580     | 159    | 7,15 %  |         | +35         |       |
| I                                  | Por el Desarrollo del Norte                |                             | 27 468    | 0,51 %  | 27     | 6       | 0,27 %  |             |       |
|                                    | Fuerza del Norte                           | FDN                         | 1141      | 0,02 %  | 3      | 0       | 0,00 %  |             |       |
| Independientes Lista I             | ILI                                        | 26 327                      | 0,49 %    | 24      | 6      | 0,27 %  |         |             |       |
| Z                                  | Independientes fuera de pacto              | Ind                         | 52 881    | 0,99 %  | 134    | 5       | 0,22 %  |             | -7    |
| Total de votos válidos             | Total de votos válidos                     | Total de votos válidos      | 5 338 356 | 92,51 % |        |         |         |             |       |
| Votos nulos                        | Votos nulos                                | Votos nulos                 | 246 756   | 4,28 %  |        |         |         |             |       |
| Votos en blanco                    | Votos en blanco                            | Votos en blanco             | 185 386   | 3,21 %  |        |         |         |             |       |
| Total de sufragios emitidos        | Total de sufragios emitidos                | Total de sufragios emitidos | 5 770 498 | 100 %   |        |         |         |             |       |

## Análisis de los resultados

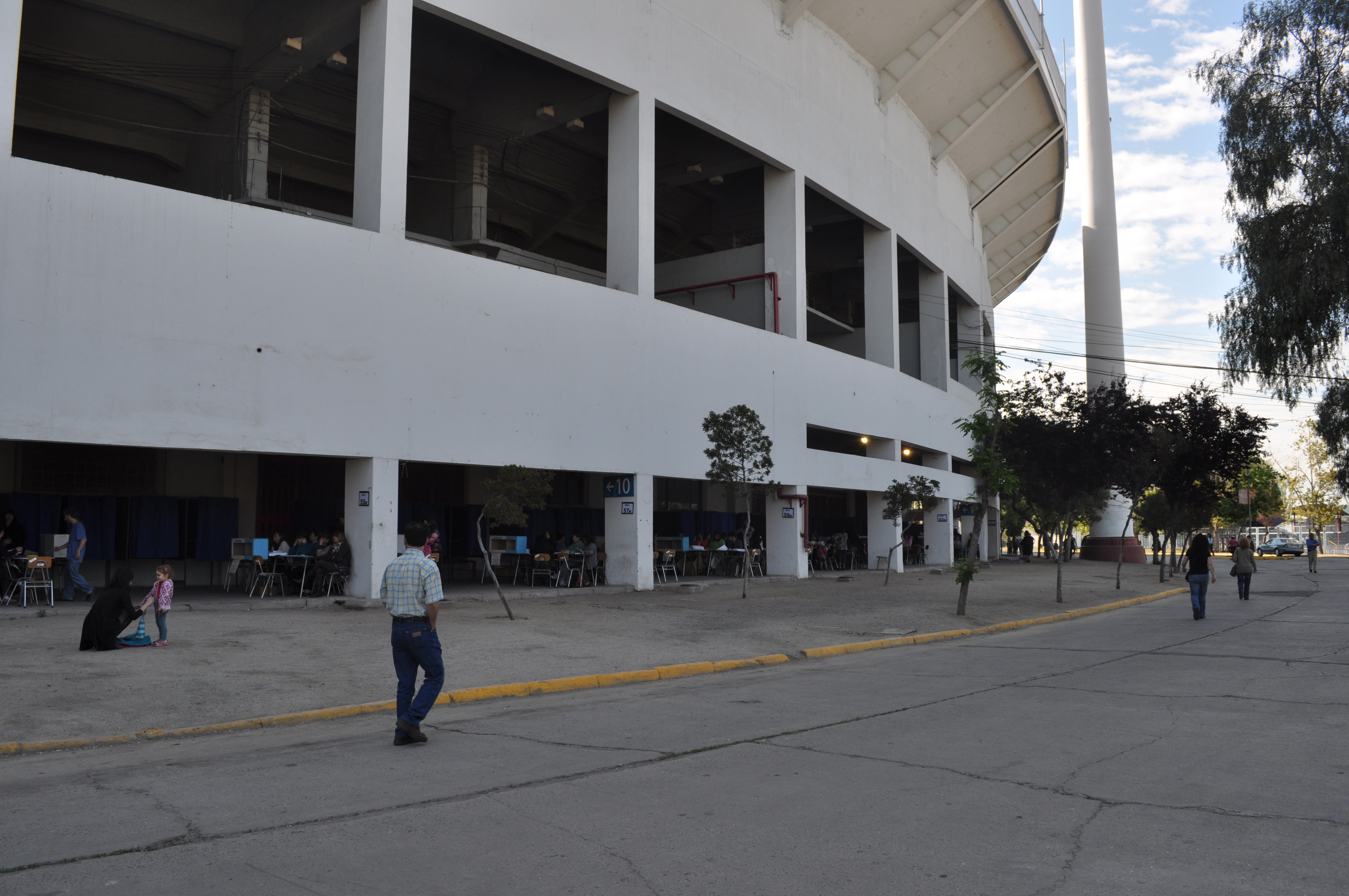
Mesas receptoras de sufragios en el Estadio Nacional, prácticamente vacías. Fotografía tomada tres horas después de abiertas las mesas, hora en que usualmente se observan largas filas en dicho local de votación.

Diversos analistas coincidieron que esta elección supuso un duro revés para la coalición de gobierno y un sorpresivo triunfo para la oposición, aglutinada en los pactos Concertación Democrática y Por un Chile justo. La alianza opositora subió de 147 a 167 el número de comunas gobernadas, mientras que la Coalición bajó de 144 a 121. Las listas de la Concertación (más el Partido Comunista) obtuvieron un 43,03 % de los sufragios en alcaldes y el 49,32 % en concejales, subiendo de forma significativa en comparación con el 2008 (donde consiguió un 38,43 % y 45,13 % respectivamente); Esto se explicaría por la adición de los votos del PCCh. En tanto, la Coalición bajó un 3,18 % en concejales y un 3,13 % en alcaldes.
Así mismo, numerosas comunas “emblemáticas” pasaron a manos de la oposición, entre las que destacan la capital Santiago, Providencia, Recoleta, Concepción y Punta Arenas. En lo que respecta a las capitales regionales, el balance arroja que la Alianza conserva sólo 5 de 9 alcaldías (Valparaíso, Rancagua, Talca, Temuco y Valdivia), y la Concertación pasó de 2 a 6 (La Serena, Santiago, Concepción, Puerto Montt, Coihaique y Punta Arenas). Las restantes se dividen en 1 para el PRO (Arica), 1 del pacto "Fuerza del Norte" (Iquique), 1 independiente (Antofagasta), y 1 del PRI (Copiapó).
La prensa internacional atribuyó la derrota al presidente Sebastián Piñera. El periódico español El País calificó la derrota como “histórica” a la vez que otros medios aseguraron que "este triunfo le allana el camino a la izquierda en las elecciones del próximo año" 

### Baja participación electoral
La elección se caracterizó por presentar cifras históricamente bajas de participación, con una abstención que los analistas nacionales e internacionales han estimado en alrededor de un 60 %, aunque auditado el padrón electoral la no participación es de más menos el 50 %.
La interpretación de esta baja participación de los ciudadanos es materia de controversias. Mientras algunos atribuyen el hecho simplemente al cambio de la legislación desde un voto obligatorio y uno completamente voluntario, muchos analistas han señalado que sin embargo no se puede soslayar el carácter de protesta que esta conducta masiva de los ciudadanos implicaría, como una muestra de profunda disconformidad con la institucionalidad vigente, con los partidos y con las formas de ejercer el poder político. Otros interpretan la abstención como una forma de pasotismo, de indiferencia ante los procesos políticos y sociales. Finalmente hay quienes le restan importancia al asunto y atribuyen el hecho a los diversos errores del empadronamiento en el registro de electores (ahora automático) señalando casos, que aunque existentes, no logran explicar las altas cifras de abstención, como el de personas fallecidas que aparecen como potenciales votantes.